# البطولات الفرنسية 1900 (كرة مضرب)
في دورة رولان غاروس الدولية عام 1900 فاز في بطولة فردي الرجال اللاعب ( الفرنسي) بول أيمي (Paul Aymé).